# Gevaarsidentificatienummer

Gevaarsindicatienummer 33 (zeer brandbare vloeistof), boven het stofidentificatienummer 1203 (benzine)

Het gevaarsidentificatienummer (GEVI) is een getal dat aangeduid staat op de bovenste helft van een kemlerbord, dat wordt gebruikt bij het vervoer van gevaarlijke stoffen over de weg en het spoor.
Het eerste cijfer geeft een indicatie van het hoofdgevaar, overeenkomend met de ADR-gevarenklassen. Als het 2e cijfer gelijk is aan het eerste geeft dat een vergroting van het hoofdgevaar aan.

## Nummers
| Nummer | Definitie |
| ------ | --- |
| 20     | verstikkend gas of gas dat geen bijkomend gevaar vertoont |
| 22     | sterk gekoeld, vloeibaar gemaakt gas, verstikkend |
| 223    | sterk gekoeld, vloeibaar gemaakt gas, brandbaar |
| 225    | sterk gekoeld, vloeibaar gemaakt gas, oxiderend |
| 23     | brandbaar gas |
| 238    | brandbaar gas, bijtend |
| 239    | brandbaar gas, dat aanleiding kan geven tot een spontane heftige reactie |
| 25     | oxiderend gas |
| 26     | giftig gas |
| 263    | giftig gas, brandbaar |
| 265    | giftig gas, oxiderend |
| 268    | giftig gas, bijtend |
| 28     | bijtend gas |
| 285    | bijtend gas, oxiderend |
| 30     | brandbare vloeistof (vlampunt tussen 23 °C en 60 °C) of in gesmolten toestand met een vlampunt hoger dan 60 °C, die verwarmd is tot een temperatuur gelijk aan of boven zijn vlampunt |
| 323    | brandbare vloeistof, die met water reageert onder ontwikkeling van brandbare gassen                                                                                                   |
| X323   | brandbare vloeistof, die op gevaarlijke wijze met water reageert onder ontwikkeling van brandbare gassen                                                                              |
| 33     | zeer brandbare vloeistof (vlampunt lager dan 23 °C) |
| 333    | pyrofore vloeistof |
| X333   | pyrofore vloeistof, die op gevaarlijke wijze met water reageert |
| 336    | zeer brandbare vloeistof, giftig |
| 338    | zeer brandbare vloeistof, bijtend |
| X338   | zeer brandbare, bijtende vloeistof, die op gevaarlijke wijze met water reageert |
| 339    | zeer brandbare vloeistof, die aanleiding kan geven tot een spontane heftige reactie                                                                                                   |
| 36     | brandbare vloeistof (vlampunt tussen 23 °C en 60 °C), zwak giftig, of voor zelfverhitting vatbare vloeistof, giftig                                                                   |
| 362    | brandbare, giftige vloeistof, die met water reageert onder ontwikkeling van brandbare gassen                                                                                          |
| X362   | brandbare, giftige vloeistof, die op gevaarlijke wijze met water reageert onder ontwikkeling van brandbare gassen                                                                     |
| 368    | brandbare vloeistof, giftig, bijtend |
| 38     | brandbare vloeistof (vlampunt tussen 23 °C en 60 °C), zwak bijtend, of voor zelfverhitting vatbare vloeistof, bijtend                                                                 |
| 382    | brandbare vloeistof, bijtend, die met water reageert, onder ontwikkeling van brandbare gassen                                                                                         |
| X382   | brandbare, bijtende vloeistof, die op gevaarlijke wijze met water reageert onder ontwikkeling van brandbare gassen                                                                    |
| 39     | brandbare vloeistof, die aanleiding kan geven tot een spontane heftige reactie |
| 40     | brandbare vaste stof, of zelfontledende stof, of voor zelfverhitting vatbare stof |
| 423    | vaste stof, die met water reageert onder ontwikkeling van brandbare gassen |
| X423   | vaste stof, die op gevaarlijke wijze met water reageert onder ontwikkeling van brandbare gassen                                                                                       |
| 43     | voor zelfontbranding vatbare (pyrofore) vaste stof |
| 44     | brandbare vaste stof, in gesmolten toestand bij verhoogde temperatuur |
| 446    | brandbare vaste stof, giftig, in gesmolten toestand bij verhoogde temperatuur |
| 46     | brandbare of voor zelfverhitting vatbare vaste stof, giftig |
| 462    | giftige vaste stof, die met water reageert onder ontwikkeling van brandbare gassen |
| X462   | vaste stof, die op gevaarlijke wijze met water reageert onder ontwikkeling van giftige gassen                                                                                         |
| 48     | brandbare of voor zelfverhitting vatbare vaste stof, bijtend |
| 482    | bijtende vaste stof, die met water reageert onder ontwikkeling van brandbare gassen                                                                                                   |
| X482   | vaste stof, die op gevaarlijke wijze met water reageert onder ontwikkeling van bijtende gassen                                                                                        |
| 50     | oxiderende stof |
| 539    | brandbaar organisch peroxide |
| 55     | sterk oxiderende stof (brandbevorderend) |
| 556    | sterk oxiderende stof, giftig |
| 558    | sterk oxiderende stof, bijtend |
| 559    | sterk oxiderende stof, die aanleiding kan geven tot een spontane heftige reactie |
| 56     | oxiderende stof, giftig |
| 568    | oxiderende stof, giftig, bijtend |
| 58     | oxiderende stof, bijtend |
| 59     | oxiderende stof, die aanleiding kan geven tot een spontane heftige reactie |
| 60     | giftige of zwak giftige stof |
| 606    | infectueuze (besmettelijke) stof |
| 623    | giftige vloeistof, die met water reageert onder ontwikkeling van brandbare gassen |
| 63     | giftige stof, brandbaar (vlampunt tussen 23 °C en 60 °C) |
| 638    | giftige stof, brandbaar (vlampunt tussen 23 °C en 60 °C), bijtend |
| 639    | giftige stof, brandbaar (vlampunt niet hoger dan 60 °C), die aanleiding kan geven tot een spontane heftige reactie                                                                    |
| 64     | giftige vaste stof, brandbaar of voor zelfontbranding vatbaar |
| 642    | giftige vaste stof, die met water reageert onder ontwikkeling van brandbare gassen |
| 65     | giftige stof, oxiderend |
| 66     | zeer giftige stof |
| 663    | zeer giftige stof, brandbaar (vlampunt niet hoger dan 60 °C) |
| 664    | zeer giftige vaste stof, brandbaar of voor zelfontbranding vatbaar |
| 665    | zeer giftige stof, oxiderend |
| 668    | zeer giftige stof, bijtend |
| 669    | zeer giftige stof, die aanleiding kan geven tot een spontane heftige reactie |
| 68     | giftige stof, bijtend |
| 69     | giftige of zwak giftige stof, die aanleiding kan geven tot een spontane heftige reactie                                                                                               |
| 70     | radioactieve stof |
| 78     | radioactieve stof, bijtend |
| 80     | bijtende of zwak bijtende stof |
| X80    | bijtende of zwak bijtende stof, die op gevaarlijke wijze met water reageert |
| 823    | bijtende vloeistof, die met water reageert onder ontwikkeling van brandbare gassen |
| 83     | bijtende of zwak bijtende stof, brandbaar (vlampunt tussen 23 °C en 60 °C) |
| X83    | bijtende of zwak bijtende stof, brandbaar, (vlampunt tussen 23 °C en 60 °C), die op gevaarlijke wijze met water reageert                                                              |
| 839    | bijtende of zwak bijtende stof, brandbaar (vlampunt tussen 23 °C en 60 °C), die aanleiding kan geven tot een spontane heftige reactie                                                 |
| X839   | bijtende of zwak bijtende stof, brandbaar (vlampunt tussen 23 °C en 60 °C), die aanleiding kan geven tot een spontane heftige reactie die op gevaarlijke wijze met water reageert     |
| 84     | bijtende vaste stof, brandbaar of voor zelfontbranding vatbaar |
| 842    | bijtende vaste stof, die met water reageert onder ontwikkeling van brandbare gassen                                                                                                   |
| 85     | bijtende of zwak bijtende stof, oxiderend |
| 856    | bijtende of zwak bijtende stof, oxiderend en giftig |
| 86     | bijtende of zwak bijtende stof, giftig |
| 88     | sterk bijtende stof |
| X88    | sterk bijtende stof, die op gevaarlijke wijze met water reageert |
| 883    | sterk bijtende stof, brandbaar (vlampunt tussen 23 °C en 60 °C) |
| 884    | sterk bijtende vaste stof, brandbaar of voor zelfontbranding vatbaar |
| 885    | sterk bijtende stof, oxiderend |
| 886    | sterk bijtende stof, giftig |
| X886   | sterk bijtende stof, giftig, die op gevaarlijke wijze met water reageert |
| 89     | bijtende of zwak bijtende stof, die aanleiding kan geven tot een spontane heftige reactie                                                                                             |
| 90     | milieugevaarlijke stof, diverse gevaarlijke stoffen |
| 99     | diverse gevaarlijke stoffen, vervoerd in verwarmde toestand |